# Ailleville
 Ailleville  es una localidad y comuna de Francia, en la región de Champaña-Ardenas, departamento de Aube, en el distrito y cantón de Bar-sur-Aube. Está integrada en la Communauté de communes de la Région de Bar-sur-Aube.

## Demografía
| 214 | 202 | 230 | 220 | 232 | 218 |
| Para los censos de 1962 a 1999 la población legal corresponde a la población sin duplicidades (Fuente: INSEE [Consultar]) |     |     |     |     |     |